# 今、私たちの学校は…
『今、私たちの学校は…』（いま、わたしたちのがっこうは…、朝: 지금 우리 학교는）は韓国のゾンビホラードラマ。Netflixにおいて2022年1月28日から公開。同名のウェブコミックを原作としている｡
2022年6月7日、Netflixの公式YouTubeチャンネルは本作のシーズン2の配信が決定した事を明らかにした。

## あらすじ

### 1シーズン
プロローグ
不良たちによるイジメが蔓延しているヒョサン高校は、「学校の名声第一」の校長は校内でイジメがあることを認めようとせず、一部を除いて教師たちは見て見ぬフリをしており、イジメの被害者たちは精神的に追い詰められていた。
イジメを苦に自殺未遂した息子ジンスをイジメから救うために、父親である高校の科学担当教員イ・ビョンチャンは、恐るべきウイルスを開発する。それは、噛みつかれて亡くなった人々を瞬く間にゾンビ化する生物兵器、「ヨナス・ウイルス」だった。
序盤
感染したハムスターに噛まれて感染した女生徒ヒョンジュを生物室に監禁したことがバレて、ビョンチャンは逮捕されるが、ヒョンジュから感染爆発が起こり、学校は瞬く間に感染が拡大し、校内は大パニックへと陥ってしまう。
2年5組の男子生徒イ・チョンサンは、片思いしている幼馴染の女生徒ナム・オンジョら数名のクラスメイトたちと共に教室に立てこもるが、押し寄せるゾンビによってメンバーの中からも犠牲者が次々と発生。混乱の最中、オンジョが片思いしている不良生徒イ・スヒョクと合流するが、偵察に出たチョンサンがはぐれてしまう。
一方、アーチェリー部部長の3年の女生徒チャン・ハリは弟のウジンを探して、部員のチョン・ミンジェ、不良女子のパク・ミジン、臆病な肥満体のユ・ジュンソンらと共に校内を探索していく。
中盤
ゾンビウイルスは校外にも拡大し、警察署にもゾンビが溢れ、『ウイルス開発データ』が学校の科学室にあることを告げた後にビョンチャンも噛まれてしまい、敏腕刑事ソン・ジェイクは『開発データ』を求めて、ソウル大卒の警察官チョン・ホチョルと共に学校へと向かう。その道中、女生徒パク・ヒスの出産した赤ん坊と、ゾンビから逃れた女児を見つけて保護する。
校長を殺害した1年生の不良生徒ユン・グィナムは、チョンサンと格闘となりゾンビに襲われて感染する。しかし、グィナムはゾンビ化の症状が表れない『免疫保持者』となり、チョンサンを逆恨みして執拗に狙うようになる。
放送部に立てこもったオンジョ達は、校内のスピーカーから音楽を流すことでゾンビを誘導して、音楽室にいるチョンサンと合流して屋上へと脱出しようとする。その最中、復讐に燃えるグィナムに噛まれ、学級委員長の女生徒チェ・ナムラも『免疫保持者』となり、異常な怪力と聴力・嗅覚が強まるなどゾンビ化の兆候が見られるようになる。
ジェイク刑事が韓国軍に『開発データ』の件を伝えたことから、軍はヘリで特殊部隊を送り込みパソコンを回収する。しかし、隔離キャンプで免疫保持者の女生徒ミン・ウンジが軍人を襲ったことから危険視した軍は、チョンサン達の救助を取りやめることとなり、ヘリはそのまま飛び去ってしまう。チョンサン達は計画を変え、裏山を抜けて街へ脱出することを決める。
終盤
深夜に学校を脱出したチョンサン達は、裏山でハリ達と合流して講堂(体育館)の倉庫へ逃げ込む。そこからの脱出時に、オ・ジュニョンが犠牲となる。消防署のレスキュー隊員のナム・ソジュは、愛娘オンジョを救うため単身で学校へと向かい、絶体絶命の中でついに娘と再会する。しかし、その後ゾンビから娘たちを守るために身代わりとなり、自ら犠牲となる。
ヨナス・ウイルスは「常に進化し続ける」ことから、ワクチンや治療薬を作成する方法が存在しないことが判明し、軍はヒョサン市の密集地域を爆撃し、ゾンビをまとめて一掃することを決定する。再度襲ってきたグィナムに噛みつかれたチョンサンは、オンジョ達を救うためゾンビを誘導する。チョンサンはグィナムに片目を潰されるが、軍の爆撃の大音量に対して過敏な聴覚になったが故に苦しみ出すグィナムの隙をついて爆風に乗じてグィナムと共にビルから落下したところで消息不明となる。
街に出た一行は、ゾンビの残党に襲われウジンを失う。さらに、ナムラのゾンビ化の症状が進行していったことから、ナムラは皆の前から姿を消す。オンジョ達は軍に救助され、無事隔離キャンプに収容された。
エピローグ
事件から3か月経過した後も、ウイルスの実態解明には至らず、ヒョサン市の隔離は継続されていた。深夜にキャンプを抜け出したオンジョたちは、ヒョサン高校の屋上を訪れる。そこにナムラが現れ、他の『免疫保持者(半ビ)』たちと共に生活しているという。超人的な身体能力を身につけたナムラは、ゾンビたちを倒すために屋上から飛び降りたところで、物語は幕を閉じる。

## 登場人物とキャスト

### ヒョサン高校

#### 主要生徒
ナム・オンジョ(남온조/NAM On jo)
演 - パク・ジフ、日本語吹替 - 宮本侑芽
本作のヒロイン及び主人公。2年5組の女子生徒。レスキュー隊員である父親と二人暮らしの父子家庭。日頃から父親に緊急時の対応を教えてもらっていた為、その知識が後に役に立つ。チョンサンの親友で、クラスの人気者。スヒョクに片思いしている。その一方で学力はそんなに高くないのか、父親からは「ソウル大学に行けとは言ってない」、幼馴染の自分に片想いをしているチョンサンからは「天才ってお前ではないな…」と度々言われている。
イ・チョンサン(이청산/LEE Cheong san)
演 - ユン・チャンヨン、日本語吹替 - 新祐樹
本作のもう一人の主人公。2年5組の男子生徒。オンジョの親友らしく、彼女へ片思いしている。校内にて感染爆発が起き始めた際、生き残るために率先してゾンビに立ち向かい、仲間達と連携して生き延びる過程でオンジョへの想いを明かした上で告白をしたが、グィナムに噛まれて感染し、別れを告げる為オンジョに名札を渡してハグをする。仲間を建物から脱出させるために囮となり、最後はグィナムと交戦。その最中に共に軍が放ったミサイルの爆発に巻き込まれ、消息不明となった。
チェ・ナムラ(최남라/CHOI Nam ra)
演 - チョ・イヒョン、日本語吹替 - 朝井彩加
2年5組の女子生徒。学級委員長。母親が厳格で、毒親であるように周囲に話しており、軽蔑している。ヨナス・ウイルスの免疫保持者の一人。当初は、誰とも関わろうとせず、校内で騒ぎが勃発し始めても我関せずの態度を取っていたが、ゾンビ集団から成り行きでオンジョやチョンサン達と行動を共にするようになってからは、次第に周囲に対し心を開いて接するようになっていき、脱出のために尽力するようになっていく。スヒョクに告白された後に両想いになり、熱いキスを交わした。
物語の中盤にてウィルスに感染していたグィナムに噛まれたことで感染してしまうが、前述のウィルス免疫を保持していたため、人間としての自我と理性を保ちながら、ゾンビが持つ鋭敏な嗅覚と聴覚を獲得した状態となる。感染直後は、仲間達からゾンビ化を恐れられ、チョンサンに殺されそうになるも、スヒョクの必死の説得と身体を張った行動により事なきを得た上、時間が経過してもゾンビ化に至らないことを認識されて以降は次第に恐れられなくなり、落ち着いていった。新たに獲得した鋭い聴覚能力を駆使してゾンビの気配を察知し、事前に仲間たちに危険を知らせる等のサポートを行えるようになるものの、免疫が完全とはいえないようで時折、ウィルスがもたらす人肉に食らい付きたい衝動に駆られる事となり、度々逃走中に自我を忘れてしまいそうになる事が起こり、必死で自我を保とうとしていたが、最終的には仲間を犠牲にしたくない思いから行方をくらます。
その後、廃墟となった学校の屋上で焚き火を灯しているところでオンジョ達と再会すると、自らと同じ、多くの免疫保持者達と暮らしを共にしていることを告げた後、屋上から飛び降り、去っていった。
イ・スヒョク(이수혁/LEE Soo hyeok)
演 - パク・ソロモン、日本語吹替 - 中島ヨシキ
2年5組の男子生徒。靴下嫌い。不良グループの元メンバー。チョンサンとは仲良しで、校内にてパンデミックが起きた後は度々連携し、脱出に向けて奔走している。非常に勇敢かつ格闘能力が高く、仲間をゾンビから守るため、率先してゾンビに立ち向かい何度も危機から脱している。ナムラに片思いをしているが、脱出の過程でナムラがウィルスに感染した後もその想いは変わらず、必死に彼女を守り通していき、ナムラに告白して両想いと知り熱いキスを交わした。

#### 2年5組の生徒
イ・ナヨン(이나연/LEE Na yeon)
演 - イ・ユミ、日本語吹替 - 久保ユリカ
2年5組の女子生徒。裕福な家庭で育ったワガママで自己中心的、傲慢な性格でクラスの嫌われ者。貧乏人のギョンスを嫌い、目の敵にしている。ギョンスを殺したとみんなから恨まれ、みんなと別行動して隠れていたが、ソナの言葉を思い出しみんなの元へ戻ろうとする。だが、途中でウイルス感染したグィナムと遭遇し、噛まれ感染してしまった。後に軍が放ったミサイルの爆撃で死亡する。
チャン・ウジン(장우진/JANG Woo jin)
演 - ソン・サンヨン、日本語吹替 - 猪股慧士
2年5組の男子生徒。チョンサンの友人で、ハリの弟。ヤンドン市でゾンビの襲撃に遭い、ゾンビから姉のハリをかばい、ソンビに噛まれ感染する。その後、ハリを襲おうとしたところでナムラによって首をへし折られ、活動停止した。
ヤン・デス(양대수/YANG Dae soo)
演 - イム・ジェヒョク、日本語吹替 - 虎島貴明
2年5組の男子生徒。チョンサンの友人で、ムードメーカー。原作では死亡したが、本作では生存者となる。
ソ・ヒョリョン(서효령/SEO Hyo ryeong)
演 - キム・ボユン、日本語吹替 - 千本木彩花
2年5組の女子生徒。ピンク色のニットベストが特徴。
キム・ジミン(김지민/KIM Ji min)
演 - キム・ジニョン、日本語吹替 - 後藤佑里奈
2年5組の女子生徒。合唱部所属。仲間とともに校舎から脱出しようとするも、逃げ遅れ校庭でゾンビに噛まれ感染してしまう。のち、軍が放ったミサイルの爆撃で死亡する。
オ・ジュニョン(오준영/OH Joon yeong)
演 - アン・スンギュン、日本語吹替 - 宮崎遊
2年5組の男子生徒。チョンサンの友人で、学力全校1位の秀才。講堂から脱出する際、ゾンビに襲われるミジンを助けるも噛まれて感染。感染後、仲間を脱出させるため自らバリケードから出てゾンビと戦い、ゾンビの群れの中で発症してしまう。後に軍が放ったミサイルの爆撃により死亡。
ハン・ギョンス(한경수/HAN Gyeong soo)
演 - ハム・ソンミン、日本語吹替 - 大橋勇人
2年5組の男子生徒。チョンサンの友人。貧乏な家庭育ちで、生活保護を受けている。ナヨンにゾンビの血が付いたハンカチで腕のかすり傷を拭かれたことで感染。発症後、仲間に襲いかかったが、窓を突き破って落下した。のちに軍が放ったミサイルの爆撃で死亡。
ユン・イサク(윤이삭/YOON Yi sak)
演 - キム・ジュア、日本語吹替 - 依田菜津
2年5組の女子生徒。オンジョの親友。ゾンビの群れに噛まれて感染してしまう。軍が放ったミサイルの爆撃で死亡。
キム・ミンジ(김민지/KIM Min ji)
演 - キム・ジョンヨン
2年5組の女子生徒。ショートボブが特徴。ジングに噛まれ感染してしまう。軍が放ったミサイルの爆撃で死亡。
パク・ヒス(박희수/PARK Hee soo)
演 - イ・チェウン、日本語吹替 - 川井田夏海
2年5組の妊娠している女子生徒。学校を早退後、近くの公園の公衆トイレで赤ちゃんを出産した後、赤ちゃんを連れて逃げる途中でゾンビの群れに噛まれて感染してしまう。赤ん坊を残して、逃げ込んだチキン店(チョンサンの家族が経営するチョンサンチキン)でやがて発症。軍が放ったミサイルの爆撃で死亡する。

#### 3年生の生徒
チャン・ハリ(장하리/JANG Ha ri)
演 - ハ・スンリ、日本語吹替 - 北川里奈
3年生の女子生徒。アーチェリー部部長。ウジンの姉。クールな美少女で弟想いの性格。アーチェリーの技能を生かし、ゾンビを退けながら、弟を探しつつ脱出を図る。その過程で合流したミジンとは最初は衝突し合いながらも、次第に絆を深めて共に協力し合うようになる。
パク・ミジン(박미진/PARK Mi jin)
演 - イ・ウンサム、日本語吹替 - 田所あずさ
3年生の女子生徒。喫煙者の不良女子。素行が悪いが芯は強く、優しい性格で、ゾンビにも果敢に立ち向かっていく。ハリとは当初、衝突し合っていたが、次第に彼女を認めるようになっていき、脱出のために協力していくようになる。
チョン・ミンジェ(정민재/JEONG Min jae)
演 - チン・ホウン、日本語吹替 - 石毛翔弥
3年生の男子生徒。アーチェリー部所属。体育館に現れたグィナムによって自らの体からチョンサンの匂いを嗅ぎ取られ、後に逆恨みで噛まれ感染してしまう。軍が放ったミサイルの爆撃で後に死亡する。
ユ・ジュンソン(유준성/YOO Joon seong)
演 - ヤン・ハニョル、日本語吹替 - 遠藤航
3年生の男子生徒。パク・ミジンの友人で、臆病な性格。脱出の過程で負傷したため、担架に乗せてもらい共に脱出を図っていたが、講堂でミジンを逃がすため、自ら担架を下りてしまい、ゾンビに噛まれ感染してしまう。軍が放ったミサイルの爆撃で死亡。

#### 1年生の生徒
ミン・ウンジ(민은지/MIN Eun ji)
演 - オ・ヘス、日本語吹替 - 大西沙織
1年生の女子生徒。グィナム達からイジメを受けている。ヨナス・ウイルス免疫保持者の一人。軍によって隔離される。
キム・チョルス(김철수/KIM Cheol soo)
演 - アン・ジホ、日本語吹替 - 宮瀬尚也
1年生の男子生徒。グィナム達からイジメを受けている。避難先で空腹のウンジに声をかけると、そのまま噛まれ感染してしまった。軍達によって駆逐されたのちに死亡した。
イ・ジンス(이진수/LEE Jin soo)
演 - イ・ミング、日本語吹替 - 石毛翔弥
1年生の男子生徒。ビョンチャンの息子。物語のキーマン。不良グループたちからイジメを受けていた。作中、最初の感染者で、後に軍達に見つかり駆逐され死亡する。

#### 不良グループの生徒
ユン・グィナム(윤귀남/YOON Gwi nam)
演 - ユ・インス、日本語吹替 - 平野潤也
1年生の男子生徒。不良グループの一員。複数の生徒をイジメる事を特技兼趣味としている残忍な性格で全ての元凶と言える人物。校長を殺害したところをチョンサンに見られ、図書館の本棚の上で格闘になり、チョンサンに下のゾンビの群れに落とされ感染するが、ゾンビ化の症状が表れない免疫保持者となって、執拗にチョンサンを狙い英語生活館で最後の戦いを繰り広げる。その後、軍が放ったミサイルの爆発にチョンサンと共に巻き込まれ死亡。
キム・ヒョンジュ(김현주/KIM Hyeon joo)
演 - チョン・イソ、日本語吹替 - 古谷佳乃
2年生の女子生徒。不良グループの一員。ゾンビ化したハムスターに噛まれ、感染する。ビョンチャンに噛まれた事がバレ、監禁されるが、脱出。後に保健室に運ばれ、救急搬送された。やがて病院内で発症し、MRI検査室のスタッフに噛みつき、その後病院を超えて市内にまで感染が拡大してしまう。後に軍が放ったミサイルの爆撃で死亡。
ソン・ミョンファン(손명환/SON Myeong hwan)
演 - オ・ヒジュン、日本語吹替 - バトリ勝悟
3年生の男子生徒。不良グループのリーダーで、結果的にゾンビウイルス感染爆発の元凶となってしまった者といえる。グィナムに上からの物言いで命令すると怒りを買い、車から引きずり出されゾンビの群れに噛まれ感染してしまう。軍が放ったミサイルの爆撃で犠牲となった。
パク・チャンフン(박창훈/PARK Chang hoon)
演 - シン・ジェフィ、日本語吹替 - 高橋良輔
3年生の男子生徒で、不良グループの一員。ギョンミに噛まれて感染してしまう。後に軍が放ったミサイルの爆撃で完全に死亡。

#### 教職員
イ・ビョンチャン(이병찬/LEE Byeong chan)
演 - キム・ビョンチョル、日本語吹替 - 田村真
科学担当教員。ソウル大学出身でハーバード大学の研究員をしていた天才。長い間のイジメを苦に自殺未遂をしてしまった息子や、イジメを隠蔽する学校やロクな対策をしようとしない警察に失望し心を病み、世の中へ憎しみを持つようになる。息子ジンスをイジメから強くするためにゾンビウイルス「ヨナス・ウイルス」を開発した。ハムスターに噛まれゾンビ化したヒョンジュを隔離するために監禁するが、ヒョンジュに逃げ出され、のちに監禁のことが発覚し逮捕される。警察署ではジェイクをかばい、ゾンビに噛まれ感染してしまう。その後は軍が放ったミサイルの爆撃で完全に絶命した。
パク・ソナ(박선화/PARK Seon hwa)
演 - イ・サンヒ、日本語吹替 - 岡純子
英語担当教員。2年5組の担任。生徒想いで騒ぎを隠蔽しようとする高校及び校長に反発している。放送室から出たナヨンの後を追い、ナヨンをゾンビからかばうも噛まれ感染してしまう。軍が放ったミサイルの爆撃で死亡する。
チョン・ヨンナム(정용남/JEONG Yong nam)
演 - ユン・ギョンホ、日本語吹替 - 山本高広
国語教師。生活指導主任。イジメを黙認する人物。宿直室で免疫保持感染者のウンジに噛まれ感染するが、軍が放ったミサイルの爆撃で死亡。
カン・ジング(강진구/KANG Jin goo)
演 - ユン・ビョンヒ、日本語吹替 - 越後屋コースケ
体育教師。ゾンビの群れに噛まれ、感染してしまう。チョンサンたちの教室に入った頃にはすでに腕を噛まれていた。軍が放ったミサイルの爆撃で死亡する。
キム・ギョンミ(김경미/KIM Gyeong mi)
演 - アン・シハ
養護教諭。ゾンビ化したヒョンジュを治療している最中に噛まれ、感染してしまった。軍が放ったミサイルの爆撃で死亡する。
イ・ジェヨン(이재용/LEE Jae yong)
演 - オム・ヒョソプ、日本語吹替 - 波多野和俊
ヒョサン高校校長。ジンスのイジメやゾンビ騒動、教員の逮捕等の不祥事を必死に隠蔽しようとする事なかれ主義者であり教育者の風上にもおけない人物で、結果的にこの感染症騒動の要因となっている。校長室でグィナムに拘束され、グィナムとチョンサンが言い争う隙に逃げ出そうとするも、グィナムのナイフで首を切られ死亡した。

### ヒョサン警察
ソン・ジェイク(송재익/SONG Jae ik)
演 - イ・ギュヒョン、日本語吹替 - 小松史法
イ・ビョンチャンと顔見知りの敏腕刑事。
チョン・ホチョル(전호철/JEON Ho cheol)
演 - パク・チェチョル、日本語吹替 - 中尾智
ソウル大学卒の刑事。車に挟まっているところをジェイクに助けられる。

### その他の人物
ナム・ソジュ(남소주/NAM So joo)
演 - チョン・ベス、日本語吹替 - 小野健一
オンジョの父。消防署のレスキュー隊員。娘達を救助するために学校に行き、娘達と合流するがテニス場でゾンビに挟まれ、娘達を逃すために、身代わりになり感染してしまう。軍が放ったミサイルの爆撃で死亡。
チョンサンの母親
演 - イ・ジヒョン、日本語吹替 - 小林愛
チキン屋を営む。学校での騒動を知り、息子の安否を確認するため学校に向かうも、校内にいたゾンビ達に見つかり、噛まれ感染してしまう。軍が放ったミサイルの爆撃で死亡。
キム・ウシン(김우신/KIM Woo sin)
演 - ウ・ジヒョン、日本語吹替 - 中尾智
若手のレスキュー隊員。
パク・ヨンファン(박영환/PARK Yeong hwan)
演 - トン・ヒョンベ、日本語吹替 - 上住谷崇
レスキュー隊員。噛まれ感染してしまう。軍が放ったミサイルの爆撃により死亡。
パク・ウニ(박은희/PARK Eun hee)
演 - ペ・ヘソン、日本語吹替 - 今泉葉子
国会議員。
チョ・ダルホ(조달호/JO Dal ho)
演 - チョ・ダルファン、日本語吹替 - 松川裕輝
パク議員の補佐官。
チン・ソンム(진선무/JIN Seon moo)
演 - キム・ジョンテ、日本語吹替 - 丹羽正人
戒厳司令部司令官。ヒョサン市を爆撃した後、一般市民を犠牲にしてしまった責任を取る形で銃で自殺した。
オレンジャー(귤 까는 소리/Orangibberish)
演 - イ・シフン、日本語吹替 - 時永ヨウ
動画配信者。ジェイクに「ミカンジャー(굴 까는 소리/Oysterubbish)」と呼び間違われる。
セビン(세빈/Se bin)
演 - アン・セビン、日本語吹替 - 飯沼南実
母親を失った少女。ゾンビから逃げるところをジェイクに助けられた。
その他の声の出演
村松恭子、裕樹、岡本幸輔、菊池康弘、田所陽向

## スタッフ
- 演出：イ・ジェギュ、キム・ナムス
- 脚本：チョン・ソンイル